# کریستوفر وینسنت
کریستوفر وینسنت (انگلیسی: Christophe Vincent؛ زادهٔ ۸ نوامبر ۱۹۹۲) بازیکن فوتبال اهل فرانسه است.
از باشگاه‌هایی که در آن بازی کرده‌است می‌توان به باشگاه فوتبال باستیا و باشگاه فوتبال آژاکسیو اشاره کرد.